# タップ・ドッグス
『タップ・ドッグス』（Bootmen）は2000年のオーストラリア映画。2000年のシドニーオリンピック開会式でタップ・パフォーマンスを披露したオーストラリアのダンス・グループ「タップ・ドッグス」によるダンス映画であり、同グループの主宰者で振り付け師でもあるデイン・ペリーの半自伝的なサクセス・ストーリーに、恋愛、父や兄との確執といったフィクションを交え、ペリー自ら監督を務めた作品である。また、「タップ・ドッグス」のマネジメントを行なって来たヒラリー・リンステッドがプロデューサーを務めている。

## ストーリー
オーストラリア・ニューキャッスルを舞台に、タップダンサーを目指す青年の愛と青春を描く。

## キャスト
- ショーン - アダム・ガルシア（吹替 - 浪川大輔）： 鉄鋼所で働く青年。タンプダンサーを目指している。
- リンダ - ソフィー・リー（平松晶子）： ショーンの恋人。
- ミッチェル - サム・ワーシントン（檀臣幸）： ショーンの兄。弟の夢を認めようとしないばかりか、リンダを奪う。
- ウォルター - ウィリアム・ザッパ（後藤哲夫）： タップスタジオの経営者。
- ジョノ - マット・リー： グループ最年少のダンサー。
- ゲイリー - リチャード・カーター（長克巳）： ショーンとミッチェルの父。ショーンの夢を認めようとしない。
- サラ - スージー・ポーター： リンダの親友。
- ヒューイ - アンソニー・ヘイズ： ミッチェルの商売敵。
- アンガス - クリストファー・ホーシー（岡野浩介）： スタジオでタップを教えている。
- コリン - アンドリュー・カルスキー： 配管工をしながらタップを学ぶ。
- デリック - リー・マクドナルド： ナイトクラブの用心棒。

## スタッフ
- 監督 - デイン・ペリー
- 製作 - ヒラリー・リンステッド
- 原案 - デイン・ペリー、ヒラリー・リンステッド、スティーヴ・ワーランド
- 製作総指揮 - デイン・ペリー
- 撮影 - スティーヴ・メイソン
- 音楽 - チェザリー・スカビスゼウスキー

## エピソード
兄ミッチェルを演じたサム・ワーシントンは弟ショーンを演じたアダム・ガルシアより実年齢で3歳年下である。